# 联合国关于调解所产生的国际和解协议公约
联合国关于调解所产生的国际和解协议公约（英語：United Nations Convention on International Settlement Agreements Resulting from Mediation），简称新加坡调解公约，是2018年联合国制订的国际公约。公约订于新加坡，于2020年9月12日生效，保存人是联合国秘书长。

## 内容
公约健全了国际商事争议解决的调解制度，对原则（第3条）、要求（第4条）、拒绝准予救济的理由（第5条）、并行申请或者请求（第6条）等做了规定。